# Gemini (detergent)

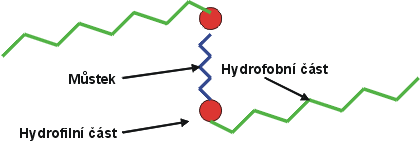
Dimer dvou molekul detergentů, gemini

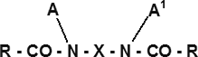
Jeden z charakteristických rysů gemin určených k čištění a praní je využití funkční, nejčastěji dusíkaté skupiny k utvoření vazby se spojovacím můstkem

Gemini je označení pro skupinu smáčedel, které se vyrábí dimerizací klasických molekul detergentu (spojením pomocí chemických můstků).[zdroj⁠?!] Nutnou podmínkou vzniku můstku je přítomnost vhodné funkční skupiny v hydrofilní části molekuly smáčedla. Tou je buď elektro-aktivní funkční skupina, nebo skupiny schopné s vhodným dalším komponentem utvářet polymer.
Na rozdíl od standardních smáčedel poskytují gemini díky své konstituci nepřeberné množství různých variací. Rozdílná může být délka hydrofobního řetězce. Různé povahy hydrofilní části, kationaktivní, neionogenní, nebo anionaktivní, podstatně rozšiřují celou paletu. Počet uhlíků ve spojovacím můstku, charakter substituentů, nabízejí další variace. Všechny tyto faktory určují vlastnosti gemin. 

## Použití
Gemini nabízejí široké spektrum použití. Od prostředků na praní, přes různá odvětví průmyslu, medicíny, vědecké účely až k zemědělství. Tam se jich používá např. ke zvýšení propustnosti půdy. Jeden z charakteristických rysů gemin určených k čištění a praní je využití funkční, nejčastěji dusíkaté skupiny k utvoření vazby se spojovacím můstkem. Gemini vynikají vysokou solubilizací olejů. Terenární soustavy existují jen při nízkých teplotách. Je popisována celá řada synergických interakcí různých smáčedel nebo anorganických solí s geminami. Manger mimo jiné uvádí, že k vytvoření kritické micelární koncentrace gemini postačuje podstatně menší koncentrace této sloučeniny, než je tomu u standardního smáčedla.  

## Gemini polyglykosidového typu
Uvedený typ gemini popsal v roce 1997 Castro. Tato představa vyústila v technologicky schůdnou cestu vedoucí k podobné sloučenině. V prvé řadě byla věnována pozornost stanovení kritické micelární koncentrace (CMC). Stanovení bylo prováděno při teplotě lázně 40 °C a hodnotě pH roztoku 10, konduktometricky a diferenční metodou.